# Cornuda
Cornuda – miejscowość i gmina we Włoszech, w regionie Wenecja Euganejska, w prowincji Treviso.
Według danych na rok 2004 gminę zamieszkiwały 5732 osoby, 477,7 os./km².